# Мандела (фильм, 1987)
«Мандела» (англ. Mandela) — драматический телефильм британского режиссёра Филипа Сэвилла. В главных ролях Дэнни Гловер и Элфри Вудард. Съёмки проводились в Зимбабве. Первоначально, длительность фильма составляла 139 минут в первом выходе в эфир 20 сентября 1987 года на канале HBO, но впоследствии он был сокращен до 135 минут.

## Сюжет
В фильме показан путь Нельсона Манделы от блестящего молодого адвоката к политическому активисту и борцу против апартеида с 1948 по 1987 год, в частности время, проведённое им в тюрьме и настойчивость его жены Винни в целях содействия примирению между чёрными и белыми.

## Критика
Как отметил сам Дэнни Гловер, Нельсон Мандела после своего освобождения встретился с ним в 1990 году в Бостоне, в штате Массачусетс, и остался довольным фильмом.

## Награды и номинации
В 1988 году Дэнни Гловер за свою роль был номинирован на премию «Эмми». В 1989 году Гловер получил премию «CableACE Award» в номинации «Актёр фильма или мини-сериала», в 1990 году — «NAACP Image Awards» в номинации «Выдающийся главный актёр в драматическом сериале, мини-сериале или телевизионном фильме».